# Samsung Galaxy Z Flip 3
Samsung Galaxy Z Flip 3 là thiết bị điện thoại thông minh có khả năng gập màn hình lại, chạy trên nền tảng hệ điều hành Android, được thiết kế, sản xuất và bán ra bởi Samsung Electronics. Thiết bị được cho ra mắt ngày 11 tháng 8 năm 2021 tại sự kiện Galaxy Unpacked cùng với Samsung Galaxy Z Fold 3, Galaxy Buds 2 và dòng sản phẩm Samsung Galaxy Watch 4.

## Thiết kế
Galaxy Z Flip 3 vẫn sở hữu thiết kế gập đôi đặc trưng của dòng Galaxy Z, cụ thể là Z Flip. Thiết bị vẫn sở hữu màn hình chính dẻo Infinity Flex và camera trước đặt trong lỗ khoét hình tròn trên màn hình như các thế hệ tiền nhiệm. Tuy vậy nhưng Samsung đã trang bị một số thay đổi nhỏ giúp máy trở nên hoàn thiện hơn, bao gồm viền màn hình chính mỏng hơn, màn hình phụ bên ngoài rộng hơn với nhiều chức năng nhanh hữu ích hơn, và quan trọng nhất là phần bản lề và màn hình đã được thiết kế lại đôi chút để tăng độ bền trong quá trình sử dụng. Thiết kế khu vực camera chính phía sau và màn hình phụ được đặt trong một cụm kính màu đen cùng tông màu hoàn toàn mới được nhiều lời khen về mặt thẩm mỹ khi nó giúp mặt lưng trở nên liền mạch hơn, cũng như tạo điểm nhấn cho máy, quan trọng nữa là cũng giúp màn hình phụ có thể có kích thước lớn hơn mà không ảnh hưởng đến vẻ ngoài của thiết bị. Z Flip 3 sở hữu khung viền làm bằng kim loại Armor Aluminum sơn nhám và mặt lưng được bảo vệ bằng kính Gorilla Glass Victus. Màn hình phía trong được trang bị lớp phủ bảo vệ UTG (Ultra Thin Glass) được cải thiện độ bền, đi kèm với bản lề và bộ khung được nâng cấp mạnh về thiết kế so với thế hệ trước, giúp Z Flip 3 và cả Samsung Galaxy Z Fold 3 cùng thế hệ đều có khả năng kháng nước theo tiêu chuẩn IPX8.
| Các phiên bản màu sắc trên Galaxy Z Flip3 |               |                |                          |
| Màu sắc                                   | Tên gốc       | Tên tiếng Việt | Độc quyền mua trực tuyến |
|                                           | Cream         | Kem Ivory      | No                       |
|                                           | Green         | Xanh Phantom   | No                       |
|                                           | Lavender      | Tím Lilac      | No                       |
|                                           | Phantom Black | Đen Phantom    | No                       |
|                                           | Grey          | Xám Phantom    | Yes                      |
|                                           | White         | Trắng Flora    | Yes                      |
|                                           | Pink          | Hồng Bloom     | Yes                      |

Ngoài các phiên bản màu kể trên, Galaxy Z Flip3 còn có phiên bản đặc biệt Thom Brown với khung viền mạ bóng màu bạc và mặt lưng nhám màu trắng, nổi bật với 3 đường kẻ đỏ, trắng, xanh đặc trưng của thương hiệu thời trang cao cấp Thom Browne. Phiên bản này được bán trong 1 bộ sản phẩm gồm cả Galaxy Watch4, Galaxy Buds 2 và bộ phụ kiện thiết kế riêng trị giá 2349$ trên toàn cầu và 57 triệu tại Việt Nam. Máy còn có bản Bespoke tại một số quốc gia nhất định, khi phiên bản này là phiên bản mà khách hàng được tự chọn và kết hợp giữa các màu đã có sẵn, gồm: xanh dương, vàng nhạt, hồng, trắng, đen; đi kèm phần khung màu đen nhám hoặc bạc bóng.